# Marie Vigoreaux
Marie Vigoreaux (1639-6 de mayo de 1679) fue una adivina y envenenadora francesa. Fue una de las figuras clave en el conocido como asunto de los venenos.

## Biografía
Vigoreaux, casada con un sastre, había ejercido como nodriza para varios miembros de la aristocracia antes de convertirse en una exitosa adivina especializada en la lectura de manos, realizando sus sesiones en fiestas organizadas por la nobleza. A finales de 1678, Vigoreaux organizó una fiesta en la cual el abogado Maitre Perrin escuchó a Marie Bosse decir que era una envenenadora profesional. Esto condujo al arresto el 4 de enero de 1679 de Vigoreaux y Bosse, así como a la detención de la familia de esta última, siendo éstas las primeras detenciones producidas en el asunto de los venenos. El testimonio de ambas provocó el arresto de La Voisin y el descubrimiento de su organización. Se demostró que Marie Vigoreaux poseía fuertes lazos con los miembros de la familia de Marie Bosse, afirmándose que había mantenido relaciones sexuales con todos ellos. Ante la amenaza de seguir siendo sometidas a tortura, Vigoreaux y Bosse confesaron ser envenenadoras y proporcionaron una lista de clientes y colaboradores.
Vigoreaux implicó a Marguerite de Poulaillon al citarla como una de sus clientas y declaró que cuando Poulaillon expresó su deseo de enviudar, Vigoreaux le recomendó acudir a Marie Bosse. Adam Lesage afirmó que Vigoreaux y su esposo habían sido contratados por François-Henri de Montmorency, duque de Luxemburgo, para asesinar a su esposa y a un socio. Posteriormente, el esposo de Vigoreaux identificó al duque en la cárcel, motivo por el cual se retractó de su declaración inicial. Vigoreaux había sido contratada también por el marqués de Feuquieres para convertirlo en un ser invencible en batalla mediante el uso de la magia y para matar a cualquiera que intentase impedirle contraer matrimonio. 
El 4 de mayo de 1679, Vigoreaux y Bosse fueron condenadas a ser torturadas y quemadas en la hoguera, si bien Vigoreaux murió mientras era sometida a tortura en un instrumento diseñado para aplastar los huesos.

## Ficción
Marie Vigoreaux figura en la novela The Oracle Glass (1994), de Judith Merkle Riley.